# 察倫吉哈

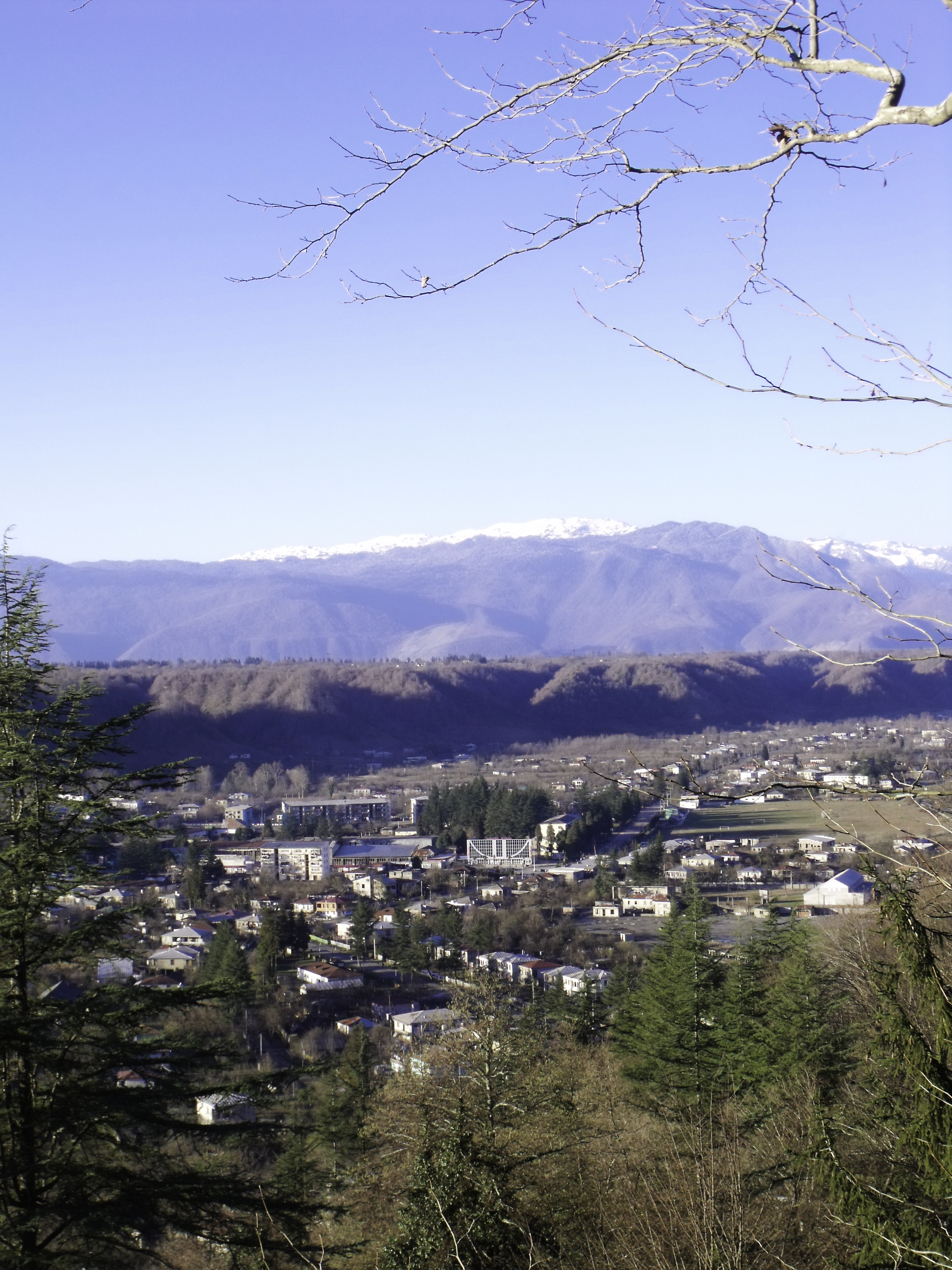
察倫吉哈

察倫吉哈是格魯吉亞西北部薩梅格雷洛-上斯瓦內蒂大区察倫吉哈市鎮的城鎮及其行政中心。距離首都第比利斯350公里，海拔高度222米，2014年人口3,847。